# Lowland Football League
Lowland Football League er den femte bedste fodboldliga i Skotland etableret i 2013. Ligaen er en semi-professional liga fra den sydlige og centrale del af Skotland.

## Oprykning tilScottish League Two
Vinderne af Highland Football League og Lowland Football League skal møde taberen af en play-off kamp mellem de to dårligst placeret i Scottish League Two.